# Jochen Thiel
Jochen Thiel (* 3. Juli 1938 in Düsseldorf) ist ein deutscher Jurist.

## Leben
Nach Studium der Rechtswissenschaft und den beiden Staatsprüfungen trat er in den höheren Verwaltungsdienst des Landes Nordrhein-Westfalen ein. Im Finanzministerium Nordrhein-Westfalen war er Leiter der Steuerabteilung und Ministerialdirigent. 1988 wurde er zum Honorarprofessor an der Universität Köln ernannt. Zum 31. Juli 2003 trat er in den Ruhestand.
Von Thiel stammen zahlreiche Kommentare zu Fragen des Bilanzsteuerrechts und zum Bilanzrecht.